# Parodia microsperma

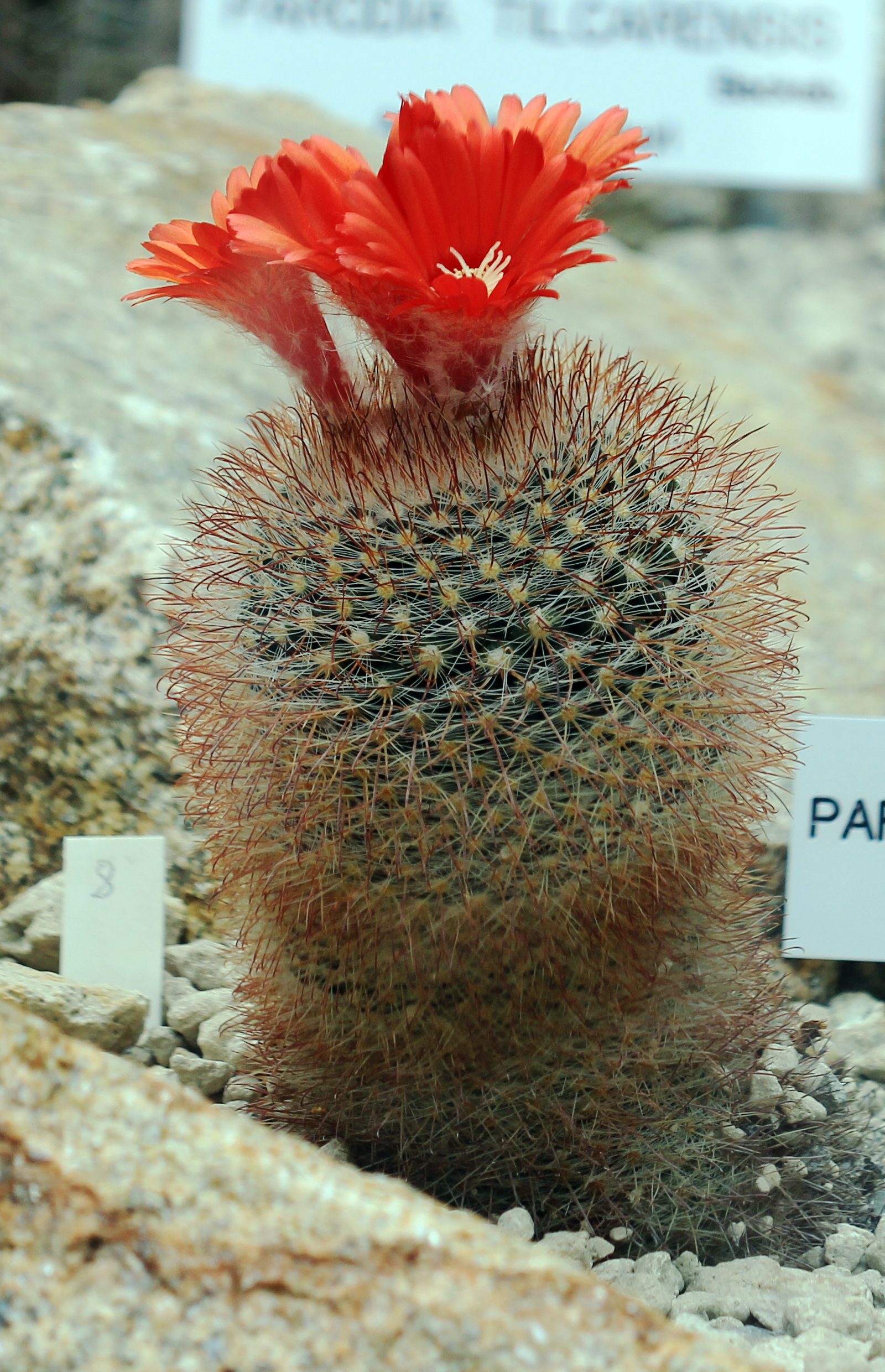
Parodia microsperma

Parodia microsperma ist eine Pflanzenart aus der Gattung Parodia in der Familie der Kakteengewächse (Cactaceae). Das Artepitheton microsperma leitet sich von den griechischen Worten mikros für ‚klein‘ sowie sperma für ‚Samen‘ ab.

## Beschreibung
Parodia microsperma wächst meist einzeln, bildet jedoch manchmal kleine Gruppen. Die rötlich grauen bis grünen, niedergedrückt kugelförmigen, kugelförmigen oder gelegentlich säulenförmigen Triebe erreichen Wuchshöhen von 5 bis 20 Zentimeter und Durchmesser von 5 bis 10 Zentimeter. Die 15 bis 21 Rippen sind meistens spiralförmig angeordnet und gehöckert. Die drei bis vier Mitteldornen sind gelegentlich gehakt. Sie sind rötlich bis bräunlich oder schwärzlich und weisen eine Länge von 0,5 bis 5 Zentimeter auf. Die sieben bis 30 borstenartigen oder steifen Randdornen sind weiß und 0,4 bis 0,8 Zentimeter lang.
Die gelben bis orangefarben oder roten Blüten erreichen Längen von 3 bis 3,5 Zentimeter und Durchmesser von 4 bis 5 Zentimeter. Ihr Perikarpell und die Blütenröhre sind mit weißer Wolle und Borsten bedeckt. Die Narben sind hellgelb. Die annähernd kugelförmigen Früchte weisen Durchmesser von 4 bis 5 Millimeter auf. Sie enthalten glatte, glänzend braune Samen von bis zu 0,5 Millimeter Länge, die eine große weiße Strophiola aufweisen.

## Verbreitung, Systematik und Gefährdung
Parodia microsperma ist im Norden Argentiniens verbreitet.
Die Erstbeschreibung als Echinocactus microspermus durch Frédéric Albert Constantin Weber wurde 1896 veröffentlicht. Carlos Luis Spegazzini stellte die Art 1923 in die Gattung Parodia. Ein weiteres nomenklatorisches Synonym ist Hickenia microsperma (F.A.C.Weber) Britton & Rose (1922).
Es werden folgende Unterarten unterschieden:
- Parodia microsperma subsp. microsperma
- Parodia microsperma subsp. horrida (F.H.Brandt) R.Kiesling & O.Ferrari ≡ Parodia horrida F.W.Brandt

In der Roten Liste gefährdeter Arten der IUCN wird die Art als „Least Concern (LC)“, d. h. als nicht gefährdet geführt.

## Nachweise